# 溪北王得祿公館
溪北王得祿公館，又稱溪北王得祿提督府、溪北提督府、溪北王公館、王得祿故居、王得祿一品將軍提督府。位於嘉義縣新港鄉溪北村，是1811年前後興建、格局為大厝九包五，三落百二門的清代傳統住宅，於1906年的梅仔坑地震中全毀，現僅存一片古牆遺跡，原址已改建為一般民房。

## 沿革
王得祿為諸羅溝尾莊（今嘉義縣太保市）人，出生於1770年（乾隆35年）、，先後任職福建水師提督及浙江提督等要職。王得祿為了感謝神佛庇佑倡建新港奉天宮，奉天宮於1811年（清嘉慶16年）落成。因節省材料與調度工匠藝師等考量，溪北王得祿公館也在此期間興建落成。。1906年嘉義地區發生芮氏規模7.1的梅仔坑大地震，溪北王得祿公館於主震及餘震中全毀，僅存一片古牆遺跡，民國後原址陸續改建成一般農家式民宅，另沿街道增建西洋式樓房。。
2011年，溪北村村長李明棟邀請藝師林文樹憑先人傳說和記憶，於溪北村中央公園的祥鶴園入口營造百年前溪北王得祿公館之庭園造景。 2013年又於已毀壞的溪北王得祿公館前方設置「王得祿一品將軍提督府」紀念石柱，石柱部分建材來自公館遺址的傾倒磚牆。

## 建築規格
溪北王得祿提督府採座西向東的格局。據王得祿五世孫王啟明口述古屋有三落並有伸手（即護龍） ，總面寬共九開間，包護著第一進中央五開間的門廳，前後共有三落，房間多到光是門窗就有一百二十個，也就是「三落兩廊兩護室」、「大厝九包五，三落百二門」的深宅大院。而林維朝的《勞生略歷》於光緒十五年記事中，提及該建築的「砲樓」，可推測其設計兼具防禦功能。

## 外部連結
古牆遺址及王家宅邸照片 https://www.facebook.com/221509457978760/posts/2804631026333244/